# لين تشي لينغ
لين تشي لينغ (ولدت في 29 نوفمبر 1974) هي عارضة أزياء وممثلة ومغنية ومذيعة تلفزيونية تايوانية.

## النشأة
ولدت لين تشي لينغ في 29 نوفمبر 1974 في تايبيه، تايوان. والدها لين فان نان (بالصينية: 林繁男) ووالدتها وو تزو مي (بالصينية: 吳慈美)، كلاهما من تاينان في جنوب تايوان، بعد زواجهما انتقلوا إلى تايبيه حيث ولدت لين وشقيقها الأكبر لين تشي هونغ (الصينية: 林志鴻).  حضرت لين المدرسة الثانوية لبلدية تايبيه زونج تشينج جونيور وفي سن 15 تم اكتشافها من قبل لين شين - هوان (بالصينية: 林健寰).  التحقت لاحقًا بمدرسة بيشوب ستراشان في تورنتو، أونتاريو، كندا، ثم التحقت بجامعة تورنتو حتى عام 1997، عندما أكملت درجة البكالوريوس، تخصصًا مزدوجًا في تاريخ الفن الغربي والاقتصاد.
بعد التخرج من الجامعة، عادت لين إلى تايوان  كانت تنوي متابعة مهنة في الفنون الجميلة وسعت للحصول على منصب في متحف تايبيه للفنون الجميلة، ولكن تم رفضها لأنها تفتقر إلى درجة الدراسات العليا في هذا المجال.  استمرت لين في تصميم بدوام جزئي قبل مغادرة الصناعة والعمل كمساعدة إدارية لمؤسسة فوبون الثقافية والتعليمية.  في عام 2000، غادرت لين Fubon وأمضت ثلاثة أشهر في الدراسة في اليابان، ثم عادت إلى تايوان وعروض الازياء مع Catwalk Production House.

## مهنة

### عارضة ازياء

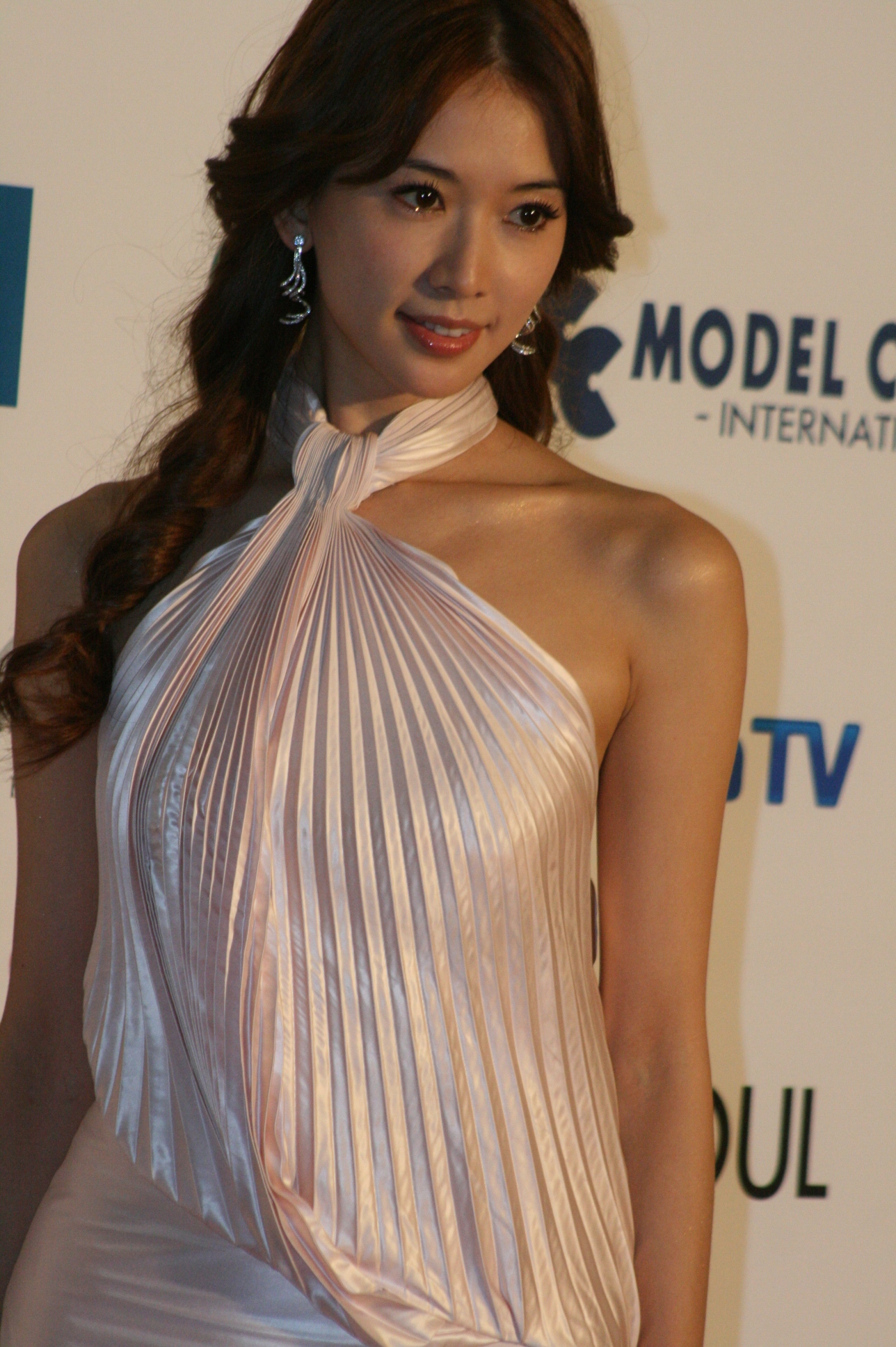
لين في جوائز مهرجان آسيا لعروض الازياء 2009 ، كوريا الجنوبية

في عام 2002، تمت دعوة لين كعارضة في إعلان تلفزيوني في هونغ كونغ، حصل الإعلان على اهتمام ومناقشة على الإنترنت، وبدأ الاهتمام بلين ينمو. في العام التالي، لأحظها المنتج التلفزيوني الشهير Ge Hongfu ، في عام 2004، ة تألقت لين في سلسلة واسعة من الإعلانات في تايوان التي تضمنت ملصقات ضخمة كبيرة الحجم، ولوحات إعلانية، وإعلانات تلفزيونية عملاقة، بين عشية وضحاها صعدت لين إلى الشهرة الوطنية وأصبحت عارضة ازياء مشهورة، بدأ صعودها إلى الشهرة جنونًا تايوانيًا واطلق لقب «ظاهرة لين تشي لينغ» (بالصينية: 林志玲現象 ؛ بينيين: Lín Zhìlínɡ xiànxiànɡ)
ازدادت شعبية لين طوال الفترة المتبقية من عام 2004، حيث بدأت كعارضة في إعلانات هونج كونج والبر الرئيسي الصيني، واستمرت عندما بدأت في القيام بالإعلانات اليابانية في عام 2005. من 2004 إلى 2006 ، عملت لين كسفيرة تايوان للنوايا الحسنة لدى جمعية السياحة اليابانية. لقب ظاهرة لين تشي لينغ هي أنه بسبب شعبية لين بين معجبيها الصينيين، أصبحت بعض الممثلات الإباحية اليابانية التي تشبه لين أكثر شهرة وشعبية بين المعجبين الصينيين من وطنهم الأصلي اليابان كما هو الحال مع الممثلة الإباحية اليابانية يوي هاتانو، الذي غالبًا ما يشار إليه المشجعون الصينيون باسم (AV Lin Chi-ling) ويعني«النسخة الممثلة الإباحية من لين تشي لينغ»  ، ونوزومي آسو الذي يشار إليها كثيرًا من قبل المعجبين الصينيين باسم AV Little Lin Chin-ling «نسخة لين تشي لينغ الصغير»، في 8 أغسطس 2005، كانت لين في داليان، الصين، لتصوير إعلان عن منتجات منزلية لشركة بروكتر أند غامبل حيث سقطت من ظهر الحصان عندما كانت تحاول ان تستقله، نقل العمال لين إلى مستشفى قريب حيث اكتشف الأطباء أنها أصيبت بستة أضلاع مكسورة، ورئة اليسرى مثقبة، وتراكم الدم في التجويف الجنبي. خضعت لين لأربعة أشهر من العلاج، وأعلنت في نوفمبر 2005 أنها تعافت تمامًا.

### التلفزيون
لعبت لين العديد من الأدوار في التلفزيون خلال وقتها كعارضة ازياء، حيث استضافت في TVBS-G LA Mode News و TVBS-G Fashion Track و Golden Melody Awards و Top Chinese Music Chart Awards في 2005.
لعبت لين دور البطولة كواحدة من ثلاث بطلات في الدراما التلفزيونية اليابانية Tsuki no Koibito لعام 2010.

### أفلام
ظهرت لين في دورها الأول في فيلم عن ملحمة تاريخية من إخراج جون وو بعنوان Red Cliff.  لعب دور شياوكياو (Xiaoqiao)، كانت المرة الأولى التي تُمثل فيها،  في عام 2009، لعبت دور البطولة مع جاي تشو في فيلم المغامرة والحركة The Treasure Hunter.

## الحياة الشخصية
كانت لين في علاقة متقطعة وخارجية مع الممثل التايواني جيري يان لسنوات عديدة. اعترف يان بأنه عاد لعلاقته مع لين في 10 نوفمبر 2017 ، لكن لين لم تؤكد هذا الأمر أو تنفيه، بعد حوالي عام ، رفض يان التعليق حول علاقته مع لين  ونفت لين المواعدة ، في 6 يونيو 2019، أعلنت لين زواجها من أكيرا، عضو فرقة البوب اليابانية Exile.

## الأرباح

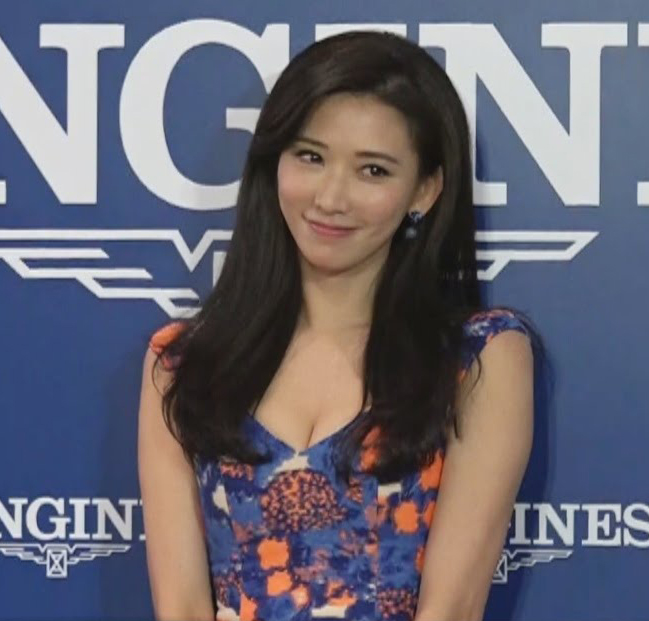
لين تشي لينغ في حدث "إضاءة شجرة عيد الميلاد" الخيري ، في مركز تايبيه 101 للتسوق في 5 ديسمبر 2014.

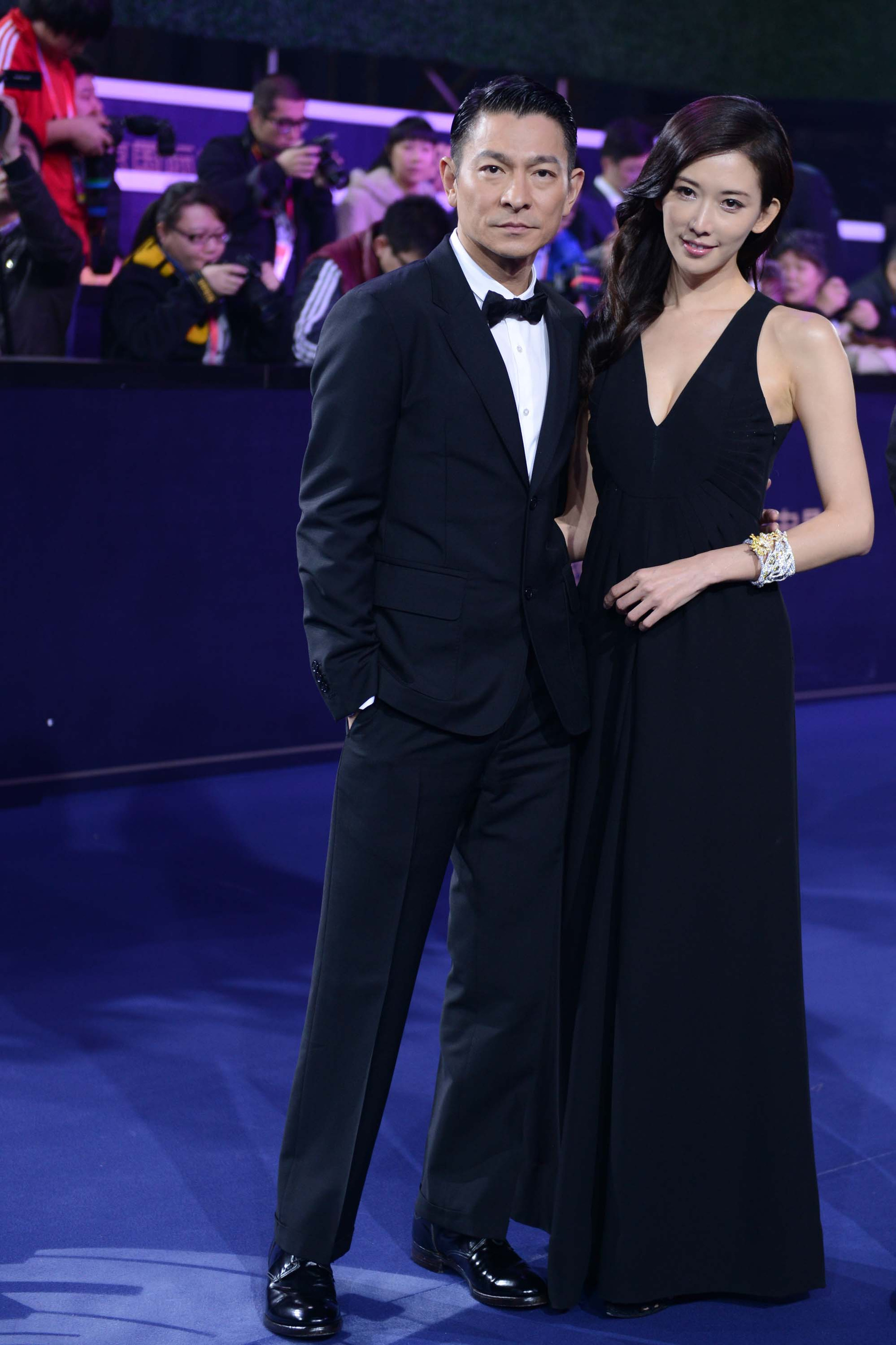
أندي لاو ولين تشي لينغ في مهرجان بكين السينمائي لعام 2013.

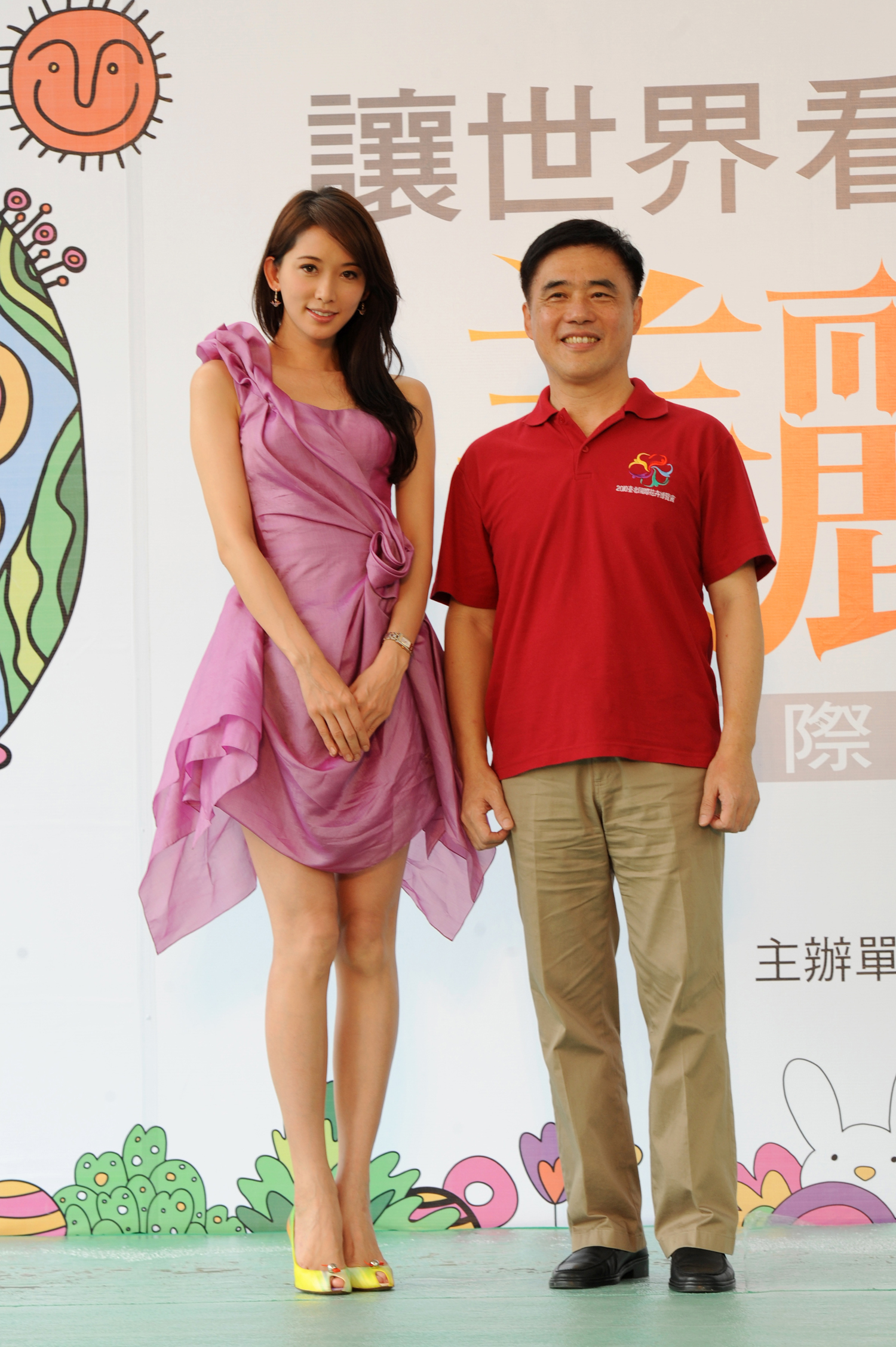
لين تشي لينغ وعمدة تايبيه هاو لونج-بين في معرض تايبيه الدولي للنباتات لعام 2010.

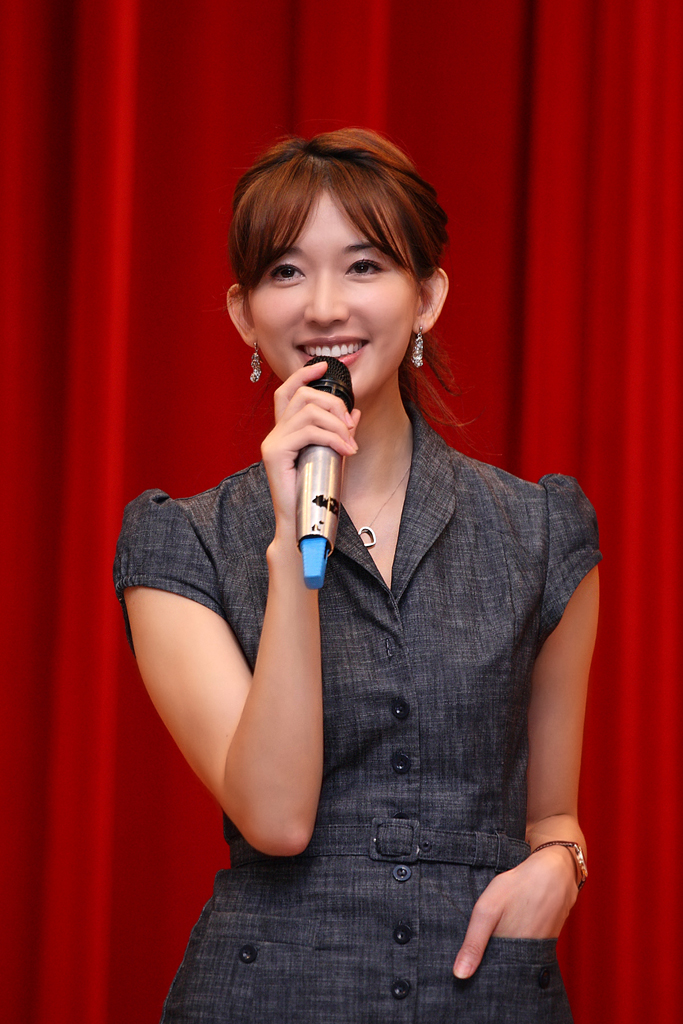
لين تشي لينغ تلقي كلمة في جامعة تايوان الوطنية للعلوم والتكنولوجيا في 13 يونيو 2008

اعتبارًا من عام 2006، عملت لين كمتحدثة رسمي باسم كل من الخطوط الجوية الصينية ولونجين.
ذكرت وسائل الإعلام التايوانية أن لين هي العارضة رقم 1 في قائمة «أغنى المشاهير [في تايوان]» في عام 2007، بأرباح تقدر بـ 60,000,000 دولار تايواني (2,100,000 دولار أسترالي 1,900,000 دولار كندي 1,900,000 دولار بريطاني 906,000 جنيه استرليني ≈ 1,900,000 دولار أمريكي) 
أفادت صحافة هونغ كونغ أنها كانت العارضة رقم 1 الأعلى أجراً لعام 2009، تليها العارضة الصينية جنيفر دو (رقم 2)، احتلت لين باستمرار المرتبة الأولى في قائمة «العارضات الأعلى ربحًا» في تايوان منذ عام 2004. وقدرت أرباحها بمبلغ NT $ 160,000,000 (5,400,000 (دولار أسترالي 5,400,000 دولار كندي 5,3,000,000 ين المملكة المتحدة 3,370,000 ين ياباني 5,320,000 دولار أمريكي) في عام 2010، والتي جمعت في الإعلانات (NT $ 120,000,000) ومختلف مثل ظهور المسلسلات التلفزيونية في اليابان (NT $ 40,000,000) و (NT $ 200,000,000 (6، 6,600,000 ≈ دولار أسترالي 6,800,000 ≈ المملكة المتحدة 4,240,000 ≈ 6,600,000 دولار أمريكي) في 2011
في العام نفسه، أنشأت صندوقًا خيريًا لمؤسسة fund Chiling Charity Foundation (بالصينية: (財團法人臺北市志玲姊姊慈善基金會) تدعم لرعاية الأطفال.

## ديسكوغرافيا

### أغانٍ منفردة
- (Fly Away" (2009"[25]
- (The Power of Beauty" (2010"[26]
- (Me and The Moon" (2015"[27]
- (You and me" (2018"[28]

## جوائز
- «جائزة مصداقية الفنانين الدوليين»، مهرجان الفنون التليفزيونية الدولى الثانى لعام 2006
- «أيقونات موضة هونغ كونغ»، مجلس تنمية التجارة في هونغ كونغ لعام 2006
- «العشرة الأوائل الأجمل في الصين»، أسبوع التجميل الدولي الخامس لعام 2006
- أفضل أيقونة أزياء في جائزة الترفيه الثانية في بكين بعام 2007
- «الممثلة الجديدة الأكثر شعبية»، جائزة بايدو لعام 2008
- «أفضل ممثلة جديدة» جائزة سينا عام 2008
- جائزة «أفضل نجمة آسيوية»، جوائز مهرجان آسيا النموذجي في كوريا لعام 2009
- «أكثر أيقونة خيرية مؤثرة»، جائزة ستار تشاريتي لعام 2009
- «جائزة خريجي الكلية الجامعية 2017 للتأثير»، جامعة تورنتو في كندا لعام 2017

## روابط خارجية
- لين تشي لينغ على موقع IMDb (الإنجليزية)
- لين تشي لينغ على موقع ميوزك برينز (الإنجليزية)
- لين تشي لينغ على موقع أول موفي (الإنجليزية)
- لين تشي لينغ على موقع قاعدة بيانات الفيلم (الإنجليزية)